# Pornoherec

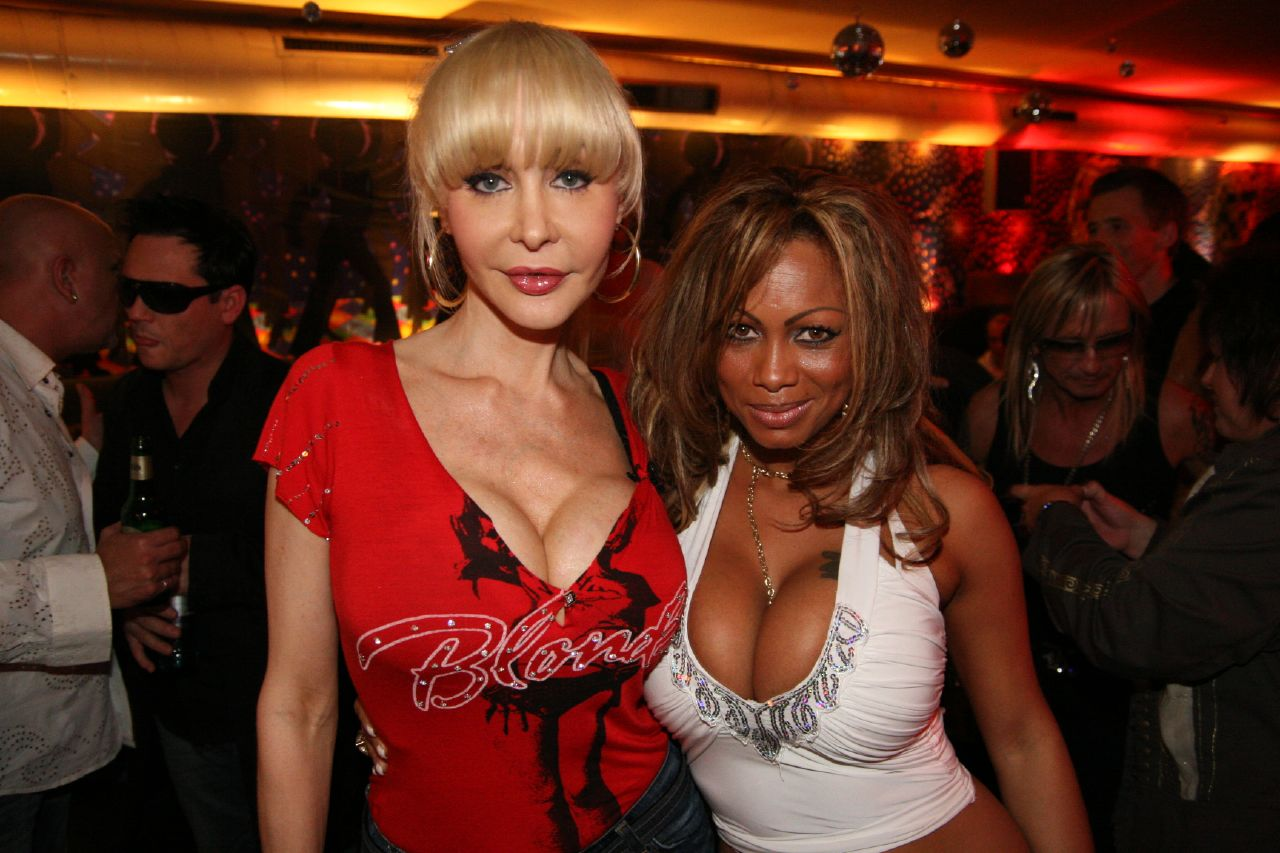
Pornoherečky Dolly Buster s Yaneysis Cervantes

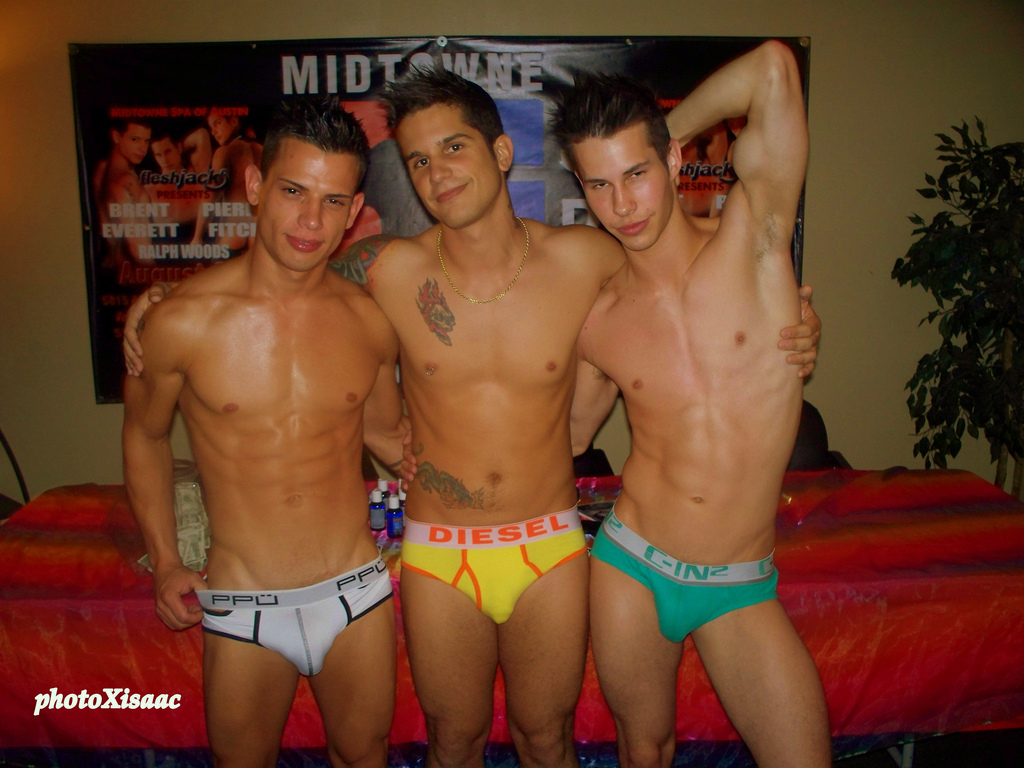
Pornoherci Steven Pena, Brent Everett a Pierre Fitch

Pornoherec je herec účinkující v pornografických filmech. Může se také jednat o modela nebo modelku pro erotické fotografie či o osobu účinkující v živé show (např. striptýz, peep show, videochat apod.).
Převážná část pornoherců vystupuje nahá a více či méně otevřeně znázorňuje sexuální akt. Vlastní sexuální orientace herce nehraje často roli, např. mnoho heterosexuálů točí z komerčních důvodů filmy pro homosexuální publikum (tzv. gay-for-pay).
Určitá část pornoherců tuto činnost vykonává přechodně pouze po krátký čas. Nejčastěji se jedná o mladé muže a ženy hnané vidinou snadného výdělku. Často jsou oslovováni lovci talentů v posilovnách, na plovárnách apod. Jen malá část pornoherců je obsazována po celou svou kariéru. Na trhu je především poptávka po mladých aktérech, proto je v této branži poměrně velká fluktuace herců. Někteří pornoherci však své zkušenosti před kamerou dokáží zužitkovat a stávají se sami režiséry (např. Pavel Novotný či Lukas Ridgeston).